# Arnold Lunn

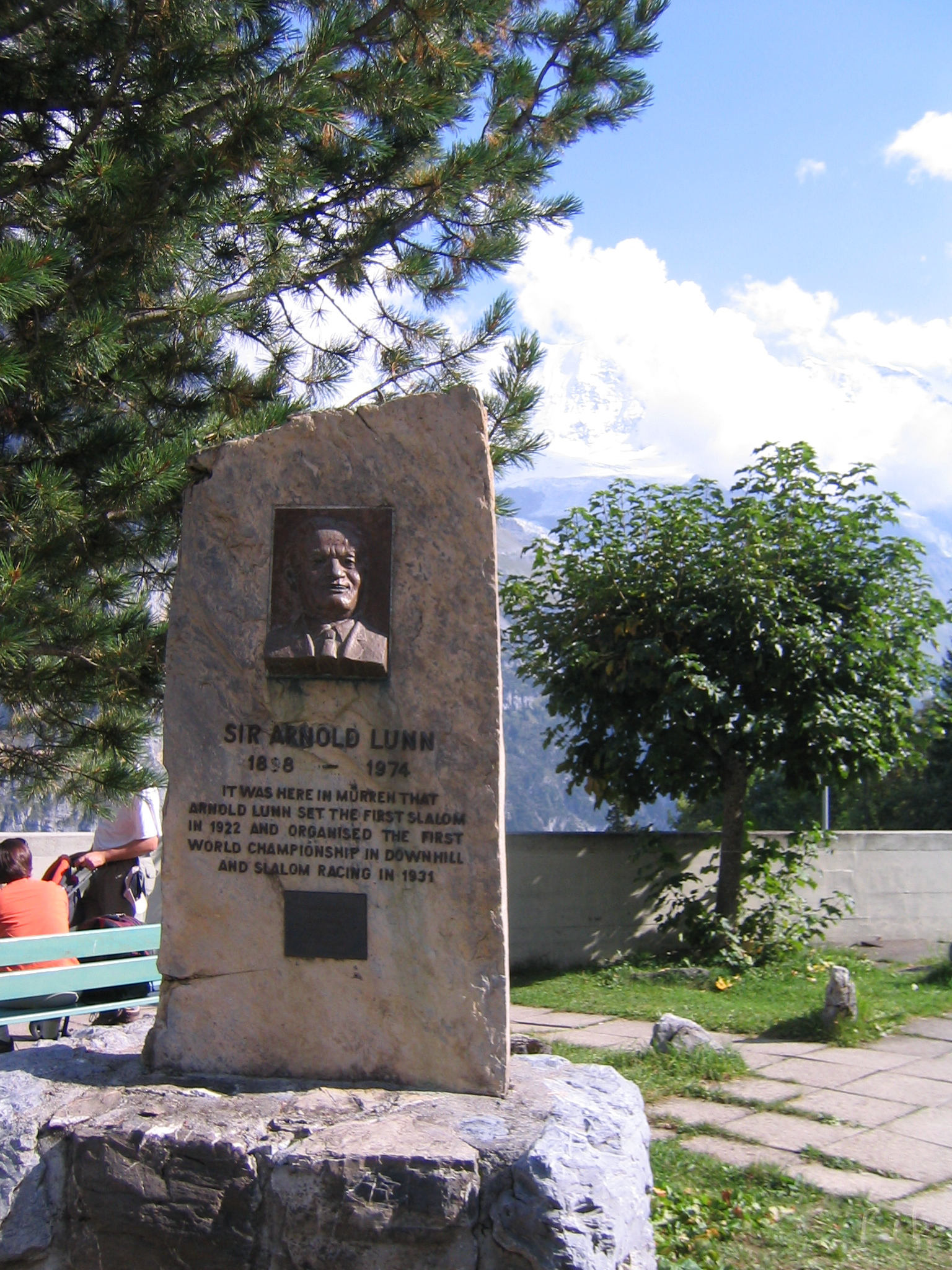
Minnesmärke över Arnold Lunn i den schweiziska bergsbyn Mürren. Texten på stenen lyder: "Det var här i Mürren som Arnold Lunn satte upp den första slalombanan 1922 och organiserade det första världsmästerskapet i utförsåkning och slalom 1931."

Arnold Lunn, född 18 april 1888 i Madras i Indien, död 2 juni 1974 i London i Storbritannien, var en engelsk slalomåkare, bergsbestigare och författare. Lunn uppfann 1922 den moderna slalomåkningen genom att introducera portar som de tävlande måste passera på kortast möjliga tid. Han tillbringade mycket tid i alperna och författade ett stort antal verk om slalomåkning, bergsbestigning och Schweiz. Efter att 1933 ha blivit katolik argumenterade Lunn i ett flertal böcker för Guds existens och för den kristna religionen. Han försvarade sina ståndpunkter i uppmärksammade debatter med flera högprofilerade ateister, bland andra evolutionsbiologen J. B. S. Haldane och filosofen C. E. M. Joad. Författaren Evelyn Waugh har beskrivit Lunn som "sin generations flitigaste katolska apologet".
Arnold Lunns far Henry Simpson Lunn var vid tidpunkten för Arnolds födelse 1888 metodistpastor och bedrev missionsarbete i Indien. Senare samma år blev Henry Simpson Lunn sjuk och familjen tvingades återvända till England. Henry Simpson Lunn grundade flera klubbar för skidåkning och bergsbestigning, bland annat Alpine Ski Club, och började arrangera skidresor till Alperna. Arnold Lunn kom därför redan i sin ungdom att tillbringa mycket tid i Alperna och introducerades tidigt till skidåkning av sin far. Han lärde sig åka skidor under en vistelse i Chamonix 1898, när han var tio år gammal.
Från 1902 till 1907 var Lunn elev vid privatskolan Harrow i London. Lunn växte upp som kristen, men den religiösa undervisning han fick i skolan var, enligt honom själv, otydlig och otillräcklig. Vid 17 års ålder förkastade han den kristna tron och blev agnostiker, efter att ha läst Leslie Stephens bok An Agnostic’s Apology.
Mellan 1907 och 1911 studerade Lunn vid Oxfords universitet, där han låg vid Balliol College. Under studietiden i Oxford grundade han en studentförening för bergsbestigning och skidåkning, Oxford University Mountaineering Club, var redaktör för universitets tidning The Isis och sekreterare i Oxford Union. Hans universitetsstudier ledde emellertid aldrig till någon examen.
1909 var Lunn med om en allvarlig olycka när han klättrade på en brant på berget Cadair Idris i Wales. Lunn föll mer än 30 meter och bröt benet när ett stycke av klippan han höll sig fast i gav vika och lossnade. Benbrottet resulterade i ett sår som inte läkte på 11 år och medförde att hans ena ben blev ungefär fem centimeter kortare än det andra. Lunn skildrade senare olyckan i artikeln What it Feels Like to Fall och beskrev sina känslor under fallet utför branten:
| ” | Hur kommer det sig att man inte känner någon rädsla när man faller mot vad som tycks vara en säker död? Precis som det ofödda barnet, som inte vet något om livet det har framför sig, envist kan hålla fast vid den enda tillvaro det känner, på samma vis fruktar vi döden. Den rädslan försvann samtidigt som jag började falla. Jag minns att jag kände stark besvikelse varje gång jag slog i klippan utan att stanna, men kanske var min fundamentala reaktion en mild upprördhet, nästan sårad fåfänga: "Du kan inte göra så här mot mig, du kan inte göra så här mot mig..." Om vår sista fiende är döden, är vår sista vän och bundsförvant fåfängan. | „ |

1952 förlänades Lunn ett så kallat knighthood för sina "insatser för skidåkningen och relationerna mellan England och Schweiz", vilket gav honom rätten att tituleras Sir.